# Psyllaephagus carinatus
Psyllaephagus carinatus är en stekelart som beskrevs av Edgar F. Riek 1962. Psyllaephagus carinatus ingår i släktet Psyllaephagus och familjen sköldlussteklar. Inga underarter finns listade i Catalogue of Life.